# بلوتونيوم-239
بلوتونيوم-239 هو أحد نظائر البلوتونيوم، وهو الذي يستخدم لإنتاج القنابل الذرية. كما استخدم أيضا يورانيوم-235 في هذا الغرض. ويعتبر البلوتونيوم-239 إلى جانب يورانيوم-235 ويورانيوم-233 من المواد التي تستخدم كوقود نووي في المفاعلات النووية لإنتاج الطاقة الكهربائية.
يبلغ عمر النصف للبلوتونيوم-239 24.200 سنة.

## خواصه النووية
يرجع السبب في استخدام البلوتونيوم-239 في إنتاج الأسلحة النووية وفي المفاعلات النووية إلى خواصه المناسبة وإلى إمكانية إنتاج كمية كبيرة ونقية منه. ففي مفاعل نووي حيث ينشأ عن انشطار نواة ذرة يورانيوم-235 من 2 إلى 3 نيوترونات يمكن أن تـُمتص تلك النيوترونات بواسطة يورانيوم-238 فينتج منها بلوتونيوم-239 ونظائر أخرى.
كما يمكن للبلوتونيوم-239 امتصاص نيوترون فينشطر مثلما يحدث مع يورانيوم-235. وفي مفاعل ماء خفيف ينتج الطاقة الكهربائية، يعود نحو ثلث الطاقة الناتجة عن الانشطار إلى البلوتونيوم-239. ويحدث انشطار البلوتونيوم-239 في مفاعلات القوي حيث يتولد في قضبان اليورانيوم من اليورانيوم-238. وذلك لأن قضبان الوقود تحتوي على أكسيد اليورانيوم المخصب، والذي يحتوي على 97 % يورانيوم-238 و 3% فقط يورانيوم-235.
ومن بين جميع أنواع الوقود النووي فيختص البلوتونيوم-239 بأصغر كتلة حرجة ، وهي كرة يبلغ وزنها نحو 11 كيلوجرام., ويبلغ قطرها 2و10 سنتيمتر.
كما يمكن عن طريق استخدام بادئ للانفجار، ومهدئ للنيوترونات، مع شكل التحامي مناسب خفض تلك الكتلة الحرجة إلى نحو النصف. ويمكن انتاج قنبلة نووية بقوة 21 كيلو طن بكمية بلوتونيوم239 وزنها 1 كغ.
ينشأ عن انشطار نواة واحدة من البلوتونيوم-239 نحو 207 مليون إلكترون فولت
أي 207 مليون إلكترون فولت 
= 3.318 × 10−11 جول,
= 19.98 تيرا جول/مول
= 83.61 تيرا جول/كيلوجرام.

## تحضيره
يحضر البلوتونيوم-239 عادة في مفاعل نووي عن طريق تحويل اليورانيوم-238 الموجود في قضبان الوقود النوويإليه. عندما تمتص إحدى أنوية اليورانيوم-238 واحدا من النيوترونات فهي تتغير إلى يورانيوم-239. وهذا سهل الحدوث عندما تكون طاقة حركة النيوترونات قليلة (يبدأ اليورانيوم-238 في الانشطار عندما تكون طاقة النيوترونات 6و6 مليون إلكترون فولت) أو فوقها. ثم يتحلل اليورانيوم-239 سريعا عن طريق تحلل بيتا مرتين.
بعد أن تمتص نواة اليورانيوم-238 أحد النيوترونات ويتكون يورانيوم-239 فهذه تصدر إلكترون ونقيض نيوترينو ({\displaystyle {\bar {\nu }}_{e}}) عن طريق تحلل بيتا فتصبح نبتونيوم-239 وهذه تتحلل طبقا لتحلل بيتا هي الأخرى بإصدار إلكترون ونقيض نيوترينو وتتحول إلى بلوتونيوم-239 :
{\displaystyle \mathrm {\hbox{n}} +{{}^{2}{}_{92}^{38}U}\rightarrow \mathrm {{}^{2}{}_{92}^{39}U} ightarrow\mathrm {{}^{2}{}_{93}^{39}Np} +e^{-}+ar{u}_{e}}
{\displaystyle \mathrm {{}^{2}{}_{93}^{39}Np} ightarrow\mathrm {{}^{2}{}_{94}^{39}Pu} +e^{-}+ar{u}_{e}}
ويكون البلوتونيوم-239 مخلوطا بطبيعة الحال مع اليورانيوم-238 ومع بعض النظائر الأحرى ونواتج الانشطار النووي لليورانيوم-235. فإذا كان الوقود قد تعرض أيام قليلة إلى التفاعل في المفاعل فيمكن فصل البلوتونيوم-239 المتكون بالطرق الكيميائية عن باقي المواد ويكون عالى النقاوة.
ويتميز البلوتونيوم-239 بامتصاص أعلى للنيوترونات عن اليورانيوم-235 كما ينتج عند انشطاره عددا من النيوترونات أعلى عما يصدره اليورانيوم-235 ، ولهذا تكون الكتلة الحرجة له أصغر من الكتلة الحرجة لليورانيوم-235. وعلاوة على ذلك فإشعاع البلوتونيوم-239 للنيوترونات عن طريق الانشطار الذاتي(10 انشطارات لكل كيلوجرام في الثانية) يكون أقل من درجة إشعاع اليورانيوم-235 مما يجعل تشكيل الكتلة فوق الحرجة أسهل وقبل الانفجار بوقت قليل.
وعادة يكون البلوتونيوم-239 مخلوطا بقليل من البلوتونيوم-240 حيث من خواص البلوتونيوم-239 امتصاص نيوترونا ويصبح بلوتونيوم-240. والبلوتونيوم-240 يجري الانشطار الذاتي بمعدل 415.000 انشطار لكل كيلوجرام لكل ثانية مما يجعل التعامل معه صعبا حيث أنه يصدر نيوترونات كثيرة، فهو لا يصلح لصناعة القنابل النووية. 
وفوق ذلك فلا يمكن فصل البلوتونيوم-239 عن البلوتونيوم-240 كيميائيا حيث لهما نفس الخواص الكيميائية.
ويعرف عن البلوتونيوم الصالح لصناعة الأسلحة النووية أنه لا يحتوي على أكثر من 7 % من البلوتونيوم-240، كما قد يؤدي امتصاص البلوتونيوم-240 لأشعة ألفا إلى بدء عملية تفاعل انشطاري.

## اقرأ أيضا
- متآصلات البلوتونيوم
- وقود نووي
- انشطار نووي
- يورانيوم-235
- سلاح نووي
- تقنية نووية
- سداسي فلوريد البلوتونيوم
- بلوتونيوم-240